# Heinrich Julius Mäser

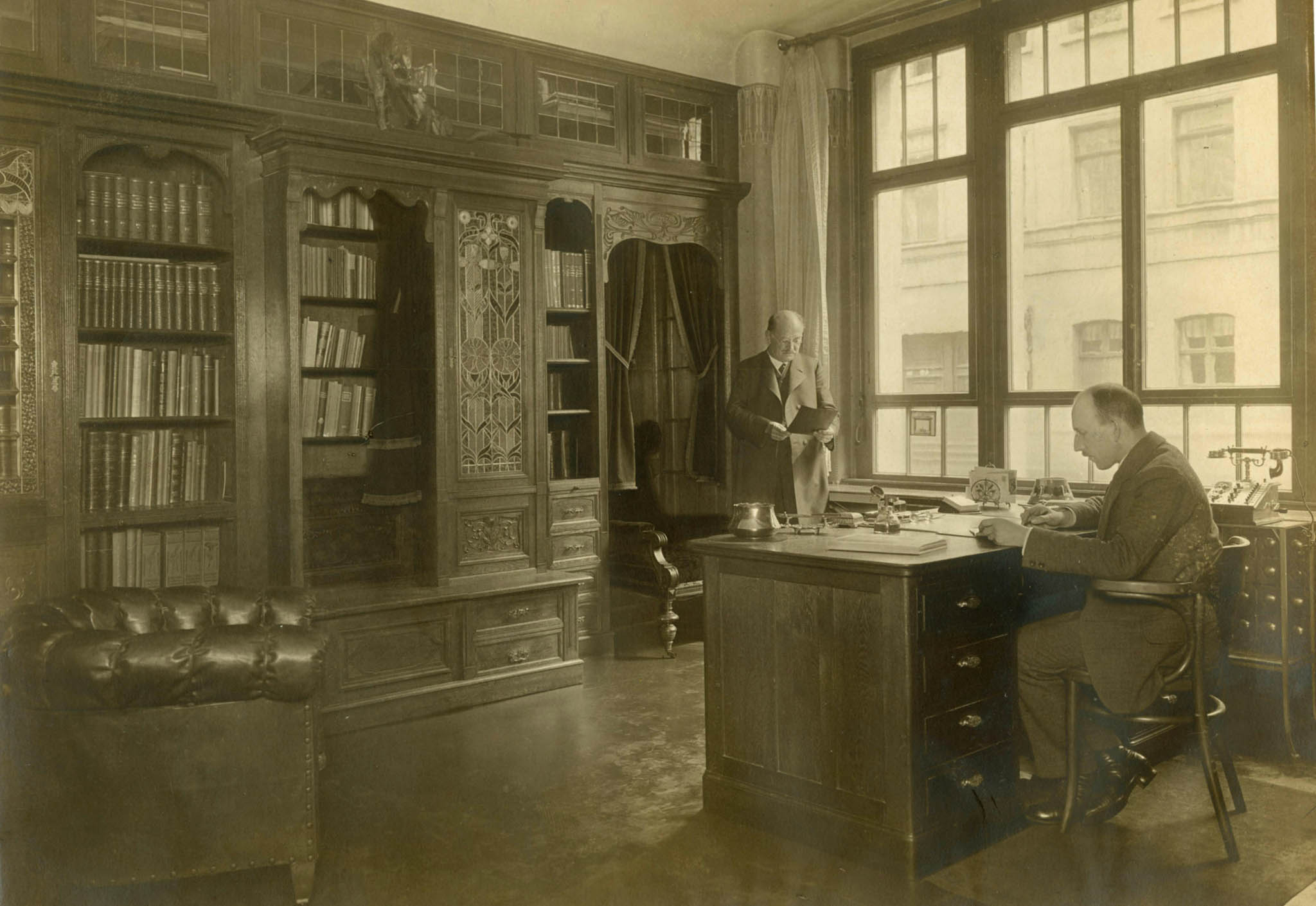
Julius Mäser mit Sohn Georg

Heinrich Julius Mäser (* 1. Juni 1848 in Dresden; † 24. Januar 1918 in Leipzig) war ein deutscher Buchdrucker und Verleger.

## Leben

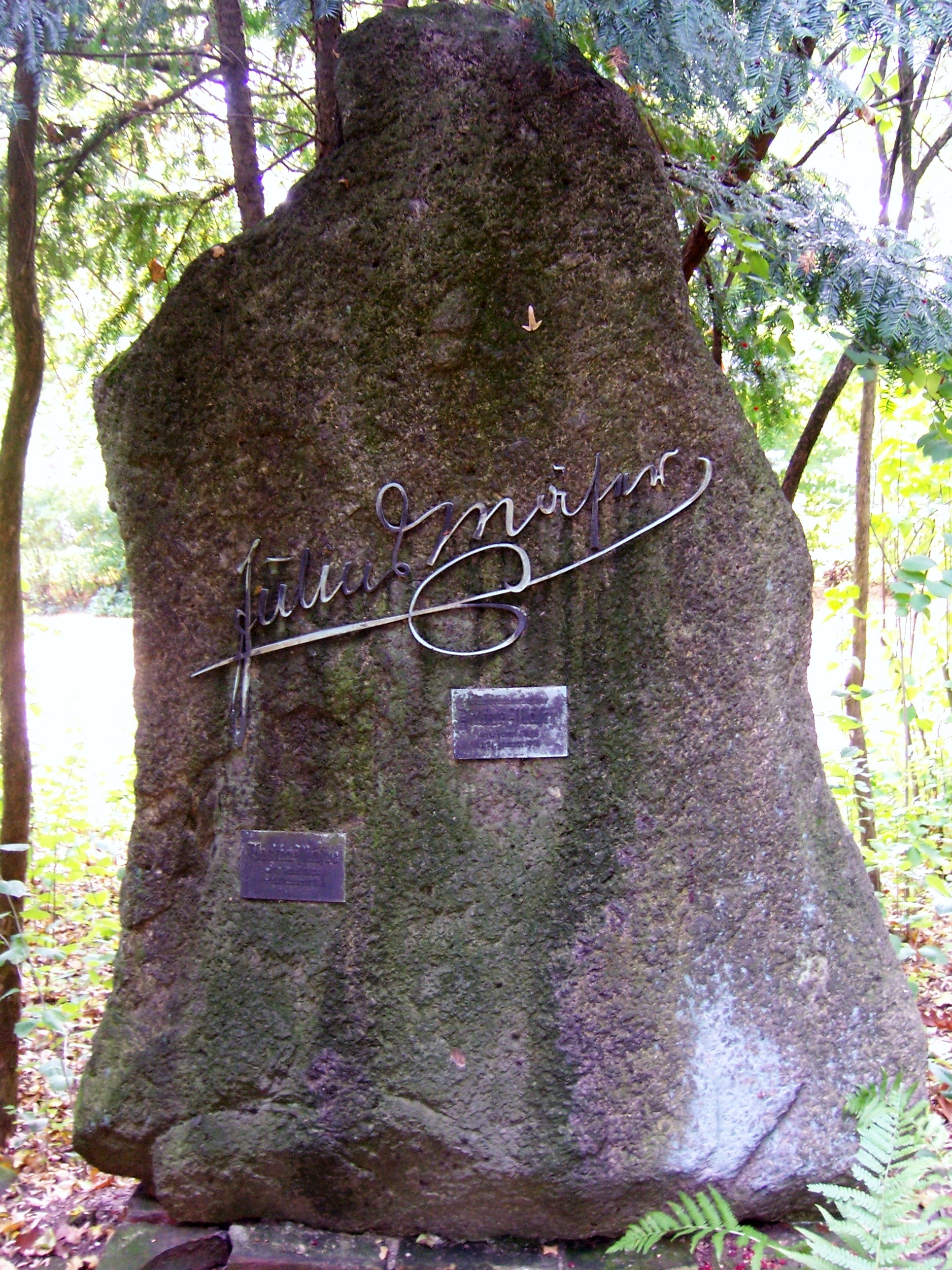
Grabstätte Familie Julius Mäser auf dem Südfriedhof in Leipzig

Sohn des königlich-sächsischen Beamten Johann Gottlieb Mäser (Bruder Karl Gottfried Mäsers) in Dresden. Er besuchte die damals berühmte Bürgerschule „Zu Rat und Tat“ und begann mit 14 Jahren eine Lehre in der sächsischen Hofbuchdruckerei von Carl Christian Meinhold & Söhne. Nach der üblichen fünfjährigen Lehrzeit
führten ihn seine Wanderjahre nach Chemnitz, Stuttgart, Köln und Hagen und anschließend in die steirischen Hauptstadt Graz. Es folgten Aktivitäten im Akzidenzkünstlerbunde Graz, als Mitglied der österreichisch-ungarischen Buchdruckertagskommission und Mitglied des Vorstandes des Gehilfenvereins Berlins.
Als langjähriger Freund Richard Härtels (1835–1903, Vorsitzender des Verbandes der Deutschen Buchdrucker) wurde er am 1. April 1875 nach Leipzig gerufen und dort als Geschäftsführer der Produktivgenossenschaft Deutscher Buchdrucker eingesetzt.
Bereits zu dieser Zeit war er als ein Akzidenzsetzer, der neue Wege in der Satzgestaltung ging, bekannt.

## Leistungen
Eröffnung einer Buchdruckerei und Verlag in Reudnitz (Leipzig).
1. Juli 1880 Erweiterung durch Ankauf der Produktivgenossenschaft Deutscher Buchdrucker.
Gemeinsam mit Richard Härtel Herausgabe des „Reudnitzer Tageblatt“, der späteren „Vorstadtzeitung“, ein amtliches Organ der Leipziger Ostvorstädte sowie Publikationsorgan der bedeutendsten Vereinigungen dieser Orte. Die Druckerei und das Technikum befanden sich in der Senefelder Straße 13–17.
Im Januar 1880 erschien erstmals die Zeitschrift „Typografische Jahrbücher“, seit dem Jahre 1901 auch in spanischer Sprache unter dem Titel „Anales Graficos“. Sie war in dieser Zeit die verbreitetste Zeitschrift der Typografie. Firmen der grafischen Branchen, d. h. Schriftgießereien, Maschinenfabriken, Farbenfabriken u. a. schätzten die Bedeutung und bedienten sich ihrer als Publikationsorgan.
Im Jahre 1892 entstanden Volontärkurse der Typografischen Jahrbücher. Mäser war Vorsitzender im Schulausschuss des Leipziger Buchdruckergewerbes. Gesellschaftspolitisch war er sehr aktiv. So reorganisierte er u. a. das Leipziger Tarifschiedsgericht, schuf dafür einen Arbeitsnachweis und war um die Schaffung einer Tariforganisation bemüht.
Im Jahre 1897 erfolgte die Gründung des Technikums für Buchdrucker, einer staatlich genehmigten höheren Lehranstalt
für die systematische Ausbildung junger Buchdrucker. Bereits in den ersten 15 Jahren besuchten mehr als 500 jüngere und ältere
Buchdrucker aus Deutschland, Österreich, Ungarn, Holland, Frankreich, Russland, Schweden, Dänemark, England, Italien, Belgien, Bulgarien und Brasilien dieses Technikum. Der Inhalt der Ausbildung befasste sich mit dem Aufbau eines Betriebes, der Betriebsplanung, der typografischen Gestaltung, der kaufmännischen Führung einer Buchdruckerei bis hin zum Betreiben der Antriebsmaschinen für den Buchdruck.
Auf Mäsers Initiative wurde die Feuerversicherungsgenossenschaft deutscher Buchdrucker gegründet, die heute noch unter dem Namen Medien-Versicherung besteht und ihren Sitz in Karlsruhe hat.
Mäser war Vorsitzender der Buchdruckerinnung. Bis 1905 war er Mitglied der Leipziger Stadtverwaltung.
Der Erste Weltkrieg bewirkte einen gewaltigen wirtschaftlichen Rückgang, aus dem Julius Mäser einen Ausweg in folgender Form fand:
Er eröffnete im Jahre 1915 kostenfreie Kurse für verwundete Buchdrucker, die sich zu einem regelrechten Umschulungsdienst entwickelten.
Am 24. Januar 1918 starb J. Mäser und sein Sohn Georg Mäser übernahm in Gemeinsamkeit mit Rudolf Engelhardt, dem Sohn von Albert Engelhardt, die Leitung des Technikums.

## Veröffentlichungen/Hrsg.
Mäser's Farbenlehre für Buchdrucker auf Grund langjähriger praktischer Erfahrungen zusammengestellt mit einem Farbenkreise und acht Farbentafeln. Verlag Julius Mäser , Leipzig. 64 Seiten, 9 Farbtafeln.